# Cymodusa melanocera
Cymodusa melanocera là một loài tò vò trong họ Ichneumonidae.